# Glandularia peruviana
Glandularia peruviana är en verbenaväxtart som först beskrevs av Carl von Linné, och fick sitt nu gällande namn av John Kunkel Small. Glandularia peruviana ingår i släktet Glandularia och familjen verbenaväxter. Inga underarter finns listade i Catalogue of Life.